# Adelheid Langmann
Adelheid Langmann (* 1306 in Nürnberg; † 22. November 1375 in Engelthal) war eine deutsche Nonne und Mystikerin im Dominikanerinnenkloster Engelthal bei Nürnberg.

## Leben
Adelheid Langmann war die Tochter des Nürnberger Ratsherren Otto Langmann († 1327) und seiner Frau Mechthild (die später, 1350, selbst Nonne wurde). Im Alter von 13 Jahren wurde Adelheid mit Gottfried Teufel aus einem vornehmen Nürnberger Ratsherrengeschlecht verlobt, der aber bald darauf, kurz nach ihrer Hochzeit, verstarb. Vor 1330 trat Adelheid, gegen den Willen ihrer Familie und gegen anfängliche eigene Widerstände, in das Kloster Engelthal ein.
Bereits vor ihrem Klostereintritt strebte Adelheid, auch mittels harter asketischer Übungen, nach einer intensiven religiösen Lebensführung; dies setzte sie im Kloster fort. Ihr Klostereintritt erfolgte offensichtlich gegen den Widerstand von Verwandten und auch nach schweren inneren Auseinandersetzungen. Späterhin erlebte Adelheid immer wieder außerordentliche Körper- und Seelenzustände; die Offenbarungen berichten von Verzückungen und Lähmungszuständen, länger andauernden Krankheiten und inneren Krisen („Anfechtungen“).  Insbesondere erfuhr Adelheid nach Aussage ihrer Offenbarungen schon bald außerordentliche göttliche Gnadenerweise.
Auf Anregung eines hohen dominikanischen Theologen (eines Lesemeisters) begann sie mit der Niederschrift ihrer Gnadenerfahrungen, die über den durch Datierungshinweise fixierbaren Zeitraum zwischen 1330 und 1344 hinaus zumindest bis nach 1350 fortgeführt wurde.

## Werk
Adelheids in deutscher Sprache abgefasstes und mehrfach redaktionell überarbeitetes Werk, im 19. Jahrhundert ediert unter dem irreführenden Titel „Offenbarungen“, ist nur scheinbar in Art chronologisch geordneter Aufzeichnungen angelegt. Vielmehr ist es in all seinen Fassungen als ein „Gnaden-Leben“ zu verstehen, in dem mystisches Gedankengut in der Art einer Vita dargestellt wird. Geprägt von Motiven der Brautmystik, zeigt diese „Gnadenvita“, wie das neue geistliche Leben mit dem Minneversprechen Gottes und des Menschen beginnt und über die Einkleidung der Geliebten, Brautschaft und geistliche Ehe hinführt zur innigsten Gottbegegnung im Erleben der „Unio“ und zum Einschreiben ihrer Namen ins Herz der beiden Minnenden. Höhepunkt des Geschehens ist schließlich die Vereinigung auf dem Minnebett, unter Assistenz der beiden allegorischen Jungfrauen Spes und Karitas. Im Folgenden wird dargestellt, wie dieses Gnadenerleben dann auch Frucht bringt für alle Menschen, denen Gott nun auf Bitten der Begnadeten, Marias und aller Heiligen gnadenreich in allen Nöten und Leiden zu Hilfe kommt. Ein umfangreiches Gebet Adelheids, in dem Christi Erlösungswerk meditiert wird, ist kein Anhang, sondern integrierender Bestandteil dieser Gnadenvita, ebenso wie der abschließende Briefwechsel, in dem mit einem „Prior“ des Zisterzienserklosters Kaisheim, dem von 1340 bis 1360 dort als Abt tätigen Ulrich III. Niblung, Gedanken mystischer Spiritualität reflektiert werden.
Literarisch steht diese Gnadenvita in der Tradition der Engelthaler Literatur und ist in Form und Inhalt nicht denkbar ohne das Gnaden-Leben des Friedrich Sunder sowie den Einfluss von Adelheids älterer Mitschwester Christine Ebner. Nachweisbar sind auch Textübernahmen aus mystischen Dichtungen und dominikanischer Predigt. Einzelne Stellen könnten auch auf Einflüsse Mechthilds von Magdeburg und der Literatur des Klosters Helfta deuten. Adelheid selbst hat jedoch nicht die theologische Tiefe dieser ihrer Vorbilder; bei vielen ihrer „mystischen“ Motive scheint es oftmals, dass sie eher aus der Tradition übernommen werden und nicht so sehr persönlich reflektiert sind. Es gelingt ihr aber, nachhaltig das neue, „mystischer“ Spiritualität entsprechende Gottesbild nahezubringen, in dem Gott nicht als der ferne strenge Richter erscheint, sondern als der Liebende, der von Barmherzigkeit und Milde überfließt. Ihre eigene Aufgabe sieht Adelheid besonders im Gnadenwirken für andere, ausgedrückt durch den für die Engelthaler Literatur kennzeichnenden Topos der „Gnadenfrucht“, in dem Gnaden für Sünder, Seelen im Fegfeuer und gute Menschen erbeten werden; die oft unvorstellbar großen Zahlenangaben hinsichtlich der Begnadigten sind symbolisch zu verstehen, als Ausdruck des unermesslichen Gnadenwillens Gottes. Stilistisch charakteristisch ist – wie auch sonst in Engelthal – die Dialogform, wobei in Gesprächen zwischen der Seele und Gott oder einzelnen Heiligen die für Adelheid (oder ihre Klostergemeinschaft) relevanten Themen zur Sprache kommen. Manche Stellen sind von hohem literarischen Reiz.
In der Wissenschaft fanden die „Offenbarungen“ Adelheids bisher relativ starke Beachtung, da sie in einer vorzüglichen Edition vorliegen und wichtigere Werke der Gnadenviten-Literatur bisher unediert sind. Von speziellem Interesse ist die Tatsache, dass die Überlieferung des Werks in drei mittelalterlichen Handschriften drei unterschiedliche redaktionelle Überarbeitungen erkennen lässt. Diese drei Fassungen bieten Einblick in eine Textentwicklung, die bestimmt ist von zunehmender Ausrichtung auf ein Lesepublikum sowie auf hagiographische Stilisierung. Bei sorgfältiger textkritischer Arbeit ist jedoch zumindest in Teilen der Ausgangstext noch zu eruieren.

## Fragen des Textverständnisses
Ebenso wie vergleichbare Texte der Viten- und Offenbarungsliteratur jener Zeit enthalten auch die Offenbarungen der Adelheid Langmann zahlreiche Stellen, die Fragen des Textverständnisses aufwerfen und der wissenschaftlichen Diskussion bedürfen.
So berichten die Offenbarungen, Jesus habe von Adelheid eine Zeit nach ihrem Klostereintritt verlangt, dass sie sich selbst geißeln müsse: „Du sollst drei Disziplinen [= Selbstgeißelungen] nehmen, jegliche mit drei Miserere und mit einer Hechel, dass es blute, und [du] sollst süße Tränen weinen.“ Die Offenbarungen schildern auch, wie der Teufel sie bedrängte, durch Geräusche erschreckte oder in Gestalt ihrer Tante auf ihrem Bett saß. Dann wird auch Jesus, und zwar in verschiedenen Altersstufen, erfahren: das Gotteskind verwandelt sich während des Wandlungsgeschehens der Messe in die Hostie und vor der Kommunion wieder zurück in ein Kind. Zum Schluss der Messe nimmt Jesus die Gestalt eines Vierjährigen an und umhalst und küsst sie; auf ihre Zweifel hin beglaubigt er sich mit den fünf Wunden seiner Passion und segnet sie. Die Offenbarungen beschreiben dann auch eine Szene, in der Adelheid zur Weihnachtszeit im Bett liegt, von Maria das Jesuskind gereicht bekommt und es stillt: „Und er war so schön, dass das unsäglich war, und er saugte ihr Brüstlein und war bei ihr, bis dass man die Messe läutete, und sie hatte so große Freude mit ihm, dass davon lange zu sagen wäre“.
Es gibt Deutungen, in denen diese Berichte als offenkundige Wiedergabe realer Erlebnisse verstanden sind und aus psychologischer Sicht als Halluzinationen verstanden werden, erklärbar unter anderem vor dem Hintergrund der dort vermuteten traumatischen Kindheitserlebnisse, die demnach zu den geschilderten Kasteiungen geführt haben.
In der literaturwissenschaftlichen Forschung der letzten Jahrzehnte werden hingegen erhebliche Zweifel geltend gemacht, Texte wie den der Adelheid Langmann als offenkundige Wiedergabe von Erlebnissen zu verstehen. Die weitestgehende Position vertritt Ursula Peters: „Frauenmystische Werke sind in jedem Falle ... literarisch konzipierte und intentional ausgerichtete Texte, die eine Unterscheidung hinsichtlich ihrer Nähe zu einem möglichen religiösen Erfahrungssubstrat nicht zulassen“. Sie sind „geistliche Unterweisungsliteratur“. In anderen Sehweisen wird zwar die Möglichkeit eines realen Erlebens nicht ausgeschlossen; dieses sei jedoch nur in Ausnahmefällen, nämlich unter Zuhilfenahme außerliterarischer Quellen, wissenschaftlich beweisbar. Allgemein ist jedenfalls die Überzeugung, eine Einzelstelle sei nur unter Beachtung von Gattungskriterien und Aussageabsicht des Textes zu deuten.
In den Offenbarungen der Adelheid Langmann kann bereits die textimmanente Analyse nachweisen, dass die berichteten Erfahrungen im Normalfall keine sinnlichen Erlebnisse sind: „Sie sagte, dass sie körperlich (im Sinn von „corporaliter“) kaum jemals etwas sah.“ Das Geschehen ist fast immer sprachlich (im Sinn von „auditiv“) vermittelt. Durchgehend zeigt sich eine deutliche redaktionelle Überarbeitung des Berichteten, bis hin zur erheblich unterschiedlichen Wiedergabe ein und desselben Geschehens. Unübersehbar ist die didaktische Intention: Gebetsanleitungen, theologische Erklärungen und die Ausdeutung von Bildern zielen vor allem auf eine klösterliches Leserschaft.
Eine Analyse der Struktur zeigt, dass der Text alles andere als eine unmittelbare Erlebnisniederschrift ist; „künstlerisch geordnet“ bis hin zu kunstvoll gestalteten zeremoniellen Szenen werden je spezifische Themen abgehandelt. So stehen dann auch die Berichte über Askese, Teufel und Jesuskind losgelöst von der realen Zeitabfolge, um bestimmte Entwicklungsstufen im Gnadenleben zu kennzeichnen.
Eine motivgeschichtliche Analyse kann den „autobiographischen“ Aussagegehalt eines Textes zusätzlich in Frage stellen. So ist das Motiv teuflischer Versuchungen oft geradezu ein „Muss“ der Vitenliteratur. Das Kind in der Hostie ist Standardmotiv, wenn es um des Dogma der Transsubstantiation geht (besonders bei „Visionen“ während der Messe), so wie das spielende Jesuskind ein Standardmotiv in mystischen Texten über die Gottesgeburt ist (besonders bei „Visionen“ während der Weihnachtszeit). Das Saugen der Brüste variiert das seit Bernhard von Clairvaux in mystischem Sinne umgedeutete Motiv der Maria lactans. Die von Adelheid Langmann geübte Askeseform, die als vorbildlich herausgestellt wird, folgt bis in Einzelheiten dem Beispiel des Ordensvaters Dominikus und den Vorschriften des Dominikanerordens. Schließlich sind dann aber im Blick auf den Gesamttext von Adelheids Offenbarungen solche Motive wie „Askese, Teufel, Kindgestalt“ überhaupt nur zweitrangig; zentral geht es in den Offenbarungen – wie auch in der gesamten Engelthaler Literatur – um ein neues Gottesbild; darauf verweisen nicht zuletzt die der scholastischen Appropriationslehre entnommenen Motive in den „Visionen“ der Dreifaltigkeit.
Insgesamt erweisen sich so die Offenbarungen der Adelheid Langmann – wie überhaupt die Texte der oftmals sogenannten „Erlebnismystik“ – als hochkomplexe Gebilde, die sich meistenteils nicht unmittelbar, sondern nur unter Beachtung vielfältiger Aspekte einem heutigen Verständnis erschließen.

### Sekundärliteratur
- Ralph Frenken: Kindheit und Mystik im Mittelalter. (Beihefte zur Mediaevistik, Band 2). Lang, Frankfurt am Main u. a. 2002, ISBN 3-631-38467-X, S. 219–230.
- Leonard Patrick Hindsley: The Mystics of Engelthal: Writings from a Medieval Monastery. Palgrave MacMillan, New York 1998, ISBN 0-312-16251-0.
- Walther Killy (Hrsg.): Deutsche Biographische Enzyklopädie. Band 6, Saur, München 1997, ISBN 3-598-23166-0.
- Siegfried Ringler: Langmann, Adelheid. In: Verfasserlexikon – Die deutsche Literatur des Mittelalters. 2. Auflage. Bd. 5, de Gruyter, Berlin 1985, ISBN 3-11-009909-8, Sp. 600–603.
- Siegfried Ringler: Viten- und Offenbarungsliteratur in Frauenklöstern des Mittelalters. Quellen und Studien. (Münchener Texte und Untersuchungen zur deutschen Literatur des Mittelalters 72). Artemis, München 1980, ISBN 3-7608-3372-1, S. 65–82 u. ö. (s. Register: Langmann, Adelheid)
- Philipp Strauch: Langmann, Adelheid. In: Allgemeine Deutsche Biographie (ADB). Band 17, Duncker & Humblot, Leipzig 1883, S. 688.
- Manfred Weitlauff: Langmann, Adelheid. In: Neue Deutsche Biographie (NDB). Band 13, Duncker & Humblot, Berlin 1982, ISBN 3-428-00194-X, S. 608 f. (Digitalisat).